# Diga di Yedikır
La diga di Yedikır è una diga della Turchia. Si trova nella provincia di Amasya.